# Biserica „Sfântul Arhanghel Mihail” din Sărătenii Vechi
Biserica „Sf. Arhanghel Mihail” este o biserică amplasată în Sărătenii Vechi, raionul Telenești, Republica Moldova. Este un monument arhitectural de importanță națională inclus în Registrul monumentelor Republicii Moldova ocrotite de stat cu nr. 1546 (raionul Telenești). Datează din 1882.